# 벤텐촌
벤텐촌(弁天村)은 아키타현 오가치군에 있던 촌이다. 현재의 유자와시 북부, 미나세가와 좌안, 오우 본선 시모유자와 역의 북서·남동 일대에 해당한다. 이와사키 정을 사이에 두고 촌역이 양분되어 있다.

## 역사
- 1889년 4월 1일 - 정촌제 시행에 의해 5촌의 구역으로 성립하였다.
- 1954년 3월 31일 - 유자와 정, 이와사키 정, 야마다 촌, 미쓰세키 촌,  하타노 촌과 합병해 유자와시가 성립하였다. 동일 벤텐촌은 폐지되었다.

## 교통

### 철도
오우 본선 촌역을 통과하지만 역은 소재하지 않았다.

### 도로
- 국도 13호선